# Boule (solide)
Ne doit pas être confondu avec Sphère.
Pour les articles homonymes, voir Boule.

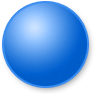
Représentation d'une boule.

En géométrie euclidienne, une boule est un solide géométrique délimité par une sphère. Ses points sont donc tous ceux dont la distance au centre de la sphère est inférieure ou égale à son rayon. Il s'agit même d'un solide de révolution obtenu par la rotation d'un disque autour de n'importe lequel de ses diamètres.
Plus généralement, dans un espace vectoriel normé, la boule unité (fermée) est l'ensemble des vecteurs de norme inférieure ou égale à 1. Même dans l'espace réel à trois dimensions, sa forme n'est alors pas nécessairement ronde. Cette définition s'étend aux espaces métriques quelconques.

## Formulaire
- Volume d'une boule de rayon {\displaystyle r} :
{\displaystyle V={\frac {4\pi r^{3}}{3}}}
- Moment d'inertie d'une boule homogène de rayon {\displaystyle r} et de masse volumique {\displaystyle \rho } par rapport à un axe passant par son centre :
{\displaystyle J_{\Delta }={\frac {8\rho \pi r^{5}}{15}}}
- Inéquation caractérisant les points de la boule fermée de centre {\displaystyle (x_{0},y_{0},z_{0})} et de rayon {\displaystyle r}, dans l'espace muni d'un repère orthonormé :
{\displaystyle \displaystyle (x-x_{0})^{2}+(y-y_{0})^{2}+(z-z_{0})^{2}\leq \ r^{2}}
- Paramétrisation :
{\displaystyle \left\{{\begin{array}{rcl}x&\leq \ &r\cos \theta \;\cos \phi \\y&\leq \ &r\cos \theta \;\sin \phi \\z&\leq \ &r\sin \theta \end{array}}\right.\qquad \left({\frac {-\pi }{2}}\leq \theta \leq {\frac {\pi }{2}}\quad {\mbox{et}}\quad -\pi \leq \phi \leq \pi \right)}
Les angles {\displaystyle \theta \,} et {\displaystyle \phi \,} correspondent respectivement à la latitude et la longitude (cf fonctions trigonométriques et coordonnées sphériques).

## Propriétés
- Le cylindre circonscrit à une boule de même rayon a un volume égal à 3/2 fois le volume de la boule.
- Le champ gravitationnel d'une boule de masse M, dont cette masse est distribuée selon une symétrie radiale (c'est-à-dire de telle sorte que chaque « couche » [sphère d'un rayon donné inférieur ou égal à celui de la boule] de la boule est homogène) est identique, en dehors de celle-ci, à celui d'une masse M ponctuelle qui serait située au centre de la boule.

## Applications
La conjecture de Kepler concerne l'agencement de boules de même rayon de façon à maximiser la densité d'occupation de l'espace.